# 八千代市立八千代台小学校
八千代市立八千代台小学校（やちよしりつ やちよだいしょうがっこう）は、千葉県八千代市に存在する公立小学校。
1957年（昭和32年）八千代町立八千代台小学校として創立。1965年（昭和40年）4月、八千代台東小学校と分離し、1967年（昭和42年）に市制に伴い、現在の八千代市立八千代台小学校に改称した。1968年（昭和43年）に八千代台西小学校と分離した。

## 学校教育目標
- 「未来をひらく人間の育成」

## 沿革
- 1957年
  - 4月 - 八千代町立八千代台小学校として開校
  - 8月 - PTA総会設立
  - 12月 - 校章を設定
- 1958年9月 - 学校給食開始
- 1959年2月 - 校歌を設定
- 1965年
  - 1月 - 学校給食優秀校として千葉県教育委員会より表彰される
  - 4月 - 八千代市立八千代台東小学校を分離
- 1966年8月 - プール竣工
- 1967年1月 - 八千代市立八千代台小学校に改称
- 1968年1月 - 八千代市立八千代台西小学校を分離
- 1969年2月 - 日本教育版画準学校賞受賞
- 1972年4月 - 特殊学級新設

## 通学区域
- 八千代市
  - 八千代台西1丁目～八千代台西4丁目，八千代台西9丁目1番地～八千代台西9丁目15番地，八千代台北1丁目～八千代台北6丁目，八千代台北8丁目及び八千代台北11丁目～八千代台北15丁目[3]

## 進学先中学校
- 八千代市立八千代中学校[3]
- 八千代市立八千代台西中学校[3]

## バンコク子ども親善大使の学校訪問
八千代市は、バンコク（タイ王国）と友好都市であり、八千代台小学校に度々、バンコク子ども親善大使が来校している。